# Pochod ve stínu
Pochod ve stínu (v originále Marche à l'ombre) je francouzský hraný film z roku 1984, který režíroval Michel Blanc podle vlastního scénáře. Snímek měl světovou premiéru dne 17. října 1984.

## Děj
Dva tuláci, François a Denis přijíždějí za svým kamarádem, který žije poblíž Paříže. Tam ale zjistí, že bez vysvětlení odešel, aniž by zanechal adresu.
Téměř bez peněz zůstanou v ošuntělém hotelu a žebrají na ulicích a v pařížském metru hrají na Françoisovu kytaru. Během jednoho z těchto představení se François seznámí s Mathilde, profesionální tanečnicí, a okamžitě se do ní zamiluje. Protože už nemají peníze na ubytování ani jídlo, odstěhují se do opuštěné budově, kde žije skupina lidí afrického původu, kteří jsou také hudebníci.

## Obsazení
| Gérard Lanvin       | François                  |
| Michel Blanc        | Denis                     |
| Sophie Duez         | Mathilde                  |
| Mimi Félixine       | Marie-Gabrielle           |
| Béatrice Camurat    | Martine                   |
| Prosper Niang       | Prosper                   |
| Katrine Boorman     | Katrina                   |
| Jean-François Dérec | majitel hotelu            |
| Alain Lachassagne   | klient prostitutky        |
| Bernard Farcy       | pan Christian             |
| François Berléand   | policejní inspektor       |
| Patrick Bruel       | kytarista v metru         |
| Pierre Forget       | překupník                 |
| Maka Kotto          | Joseph                    |
| Guy Laporte         | cestář                    |
| Didier Pain         | ošetřovatel               |
| Théo Légitimus      | Josephův bratranec        |
| Lydia Ewandé        | sestřenice                |
| Véronique Barrault  | prodavačka v supermarketu |
| Louba Guertchikoff  | bláznivá v nemocnici      |

## Ocenění
- César: nominace v kategoriích nejlepší filmový debut (Michel Blanc) a nejslibnější herečka (Sophie Duez)